# Усенко, Павел Матвеевич
Па́вел Матве́евич Усе́нко (укр. Павло Матвійович Усенко; 10 [23] января 1902 или 23 января 1902, Плавещина, Полтавская губерния — 4 августа 1975, Киев) — украинский советский поэт и журналист, военный корреспондент. Лауреат литературной премии имени Николая Островского (1967).

## Биография
Родился 10 (23) января 1902 года в селе Заочепское (ныне Царичанский район Днепропетровской области) в семье бедного крестьянина.
Окончил начальное училище в Верхнеднепровске. Учился в Харьковском институте красной профессуры (1929—1931). Одно время принадлежал к литературной организации «Плуг». Был одним из организаторов и руководителей «Молодняка» с 1926 до ликвидации его в 1932 году. Член ВКП(б) с 1925 года.
Участник Великой Отечественной войны.
Умер 4 августа 1975 года в Киеве, где и похоронен на Байковом кладбище.

## Творческая деятельность
Печатался с 1925 года. В начальный период (сб. «КСМ», 1925, «Лірика бою», 1934) Усенко воспевал комсомол; тему комсомола Усенко не всегда увязывал с задачами революционной борьбы трудящихся масс. Расширив тематические рамки в последующих сборниках (третья книжка «Поезії»), Усенко повысил и формальное качество своих стихов. В этом отношении ему помогло изучение народного творчества. Наиболее удачными являются у Усенко песни, написанные в духе народной поэзии («Прикордонна», «Перед нами простяглись», «Заспів», «Пісня горців»). Входил во Всеукраинскую редакцию «Истории фабрик и заводов».
В стихах 1934—1937 гг. Усенко успешно преодолевает свои недостатки (митинговый язык, обнажённую лозунговость, невыдержанный ритм) и даёт художественно зрелые политические стихи («Герої славою повиті», «Сердце поета», «Доба в Сочі», «Їхні в пісню імена», «Стоїть і вдивляється маршал»). Довольно удачными являются и лирические стихи Усенко о любви и детях («Ти б шуміла», «Що не квітень», «Січень»).
Автор сборников стихов «КСМ» (1925), «Лирика боя» (1934), «За Украину» (1941), «Из пламени борьбы» (1943), «Сыны» (1947), «Листья и раздумья» (1956), «Из тетрадей жизни» (1959), «Вёсен невянущий цвет» (1960) и других, поэмы «Шесть» (1940), очерков, стихов для детей. Лирика Усенко, опирающаяся на фольклорные традиции, посвящённые боевым и трудовым будням советской молодёжи, революционному прошлому.

## Память
- Именем названа улица в Киеве и Днепре;
- С 1985 года именем назван конкурс самодеятельных поэтов, организовывавшийся литературным объединением «Рудана» в городе Кривой Рог[3].

## Награды
- орден Ленина (27.01.1972);
- дважды орден Отечественной войны 2-й степени (04.10.1944; 17.07.1945);
- орден Трудового Красного Знамени (24.11.1960);
- орден Красной Звезды (1943);
- дважды орден «Знак Почёта»;
- медали.